# Pejo Javorov

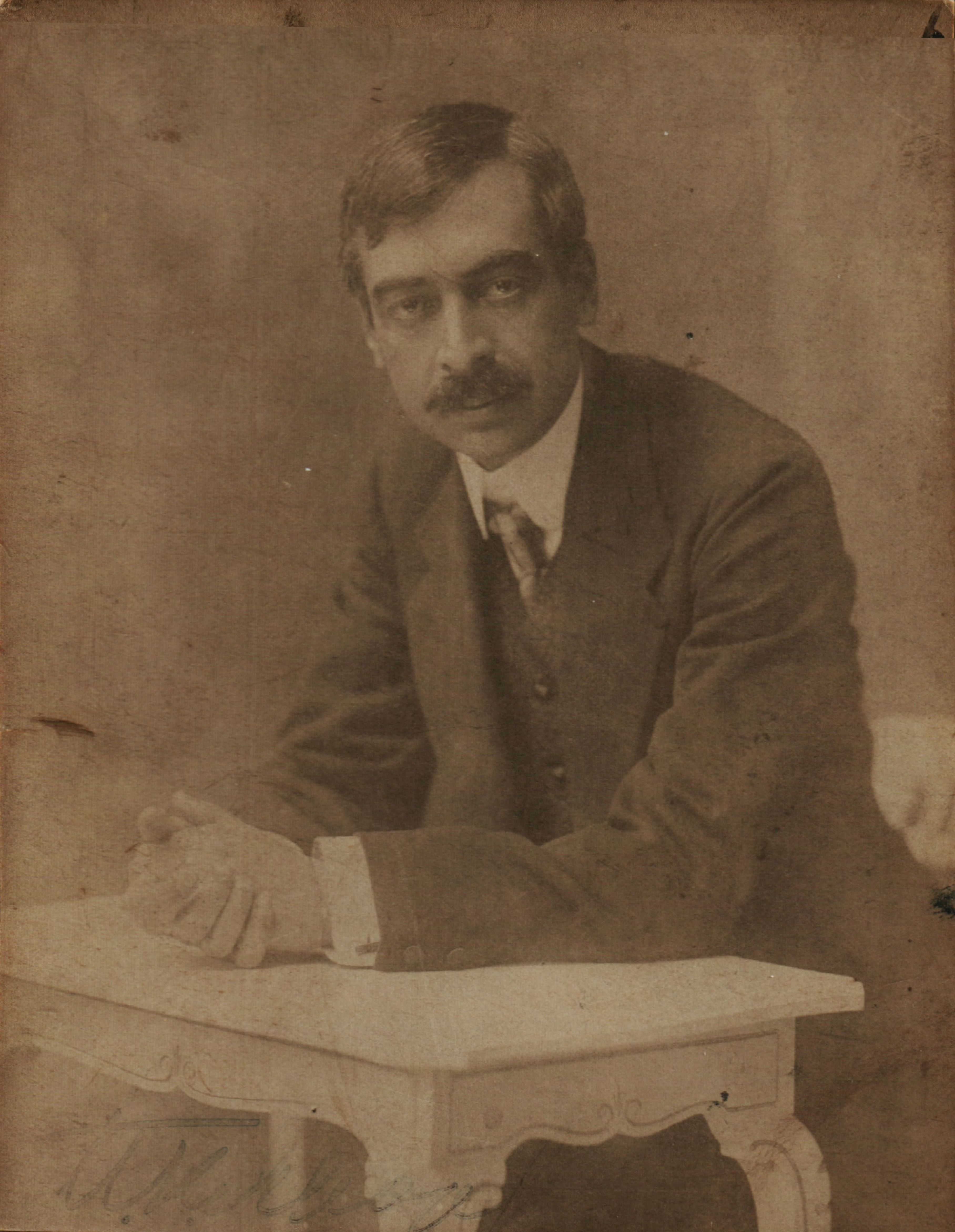
Pejo Javorov, 1912.

Pejo Javorov (pseudonym för Pejo Kratjolov), född den 13 januari 1878 i Tjirpan, död den 29 oktober 1914 i Sofia, var en bulgarisk lyriker.
Javorov knöts tidigt till den modernistiska Misăl-rörelsen och tog inspiration bland annat från symbolismen. I sina elegier ger han uttryck för sin protest mot socialt och nationellt förtryck, men även för sin pessimism och ensamhetskänsla. Bland hans diktsamlingar märks Beszanitsi ("Sömnlöshet", 1907) och Podir senkite na oblatsite ("I molnens skugga", 1910). Med inspiration från bland andra Henrik Ibsen och August Strindberg skrev han senare också skådespel som V polite na Vitosja ("Vid berget Vitosjas fot", 1911) och Kogato grum udari, kak echoto zagluchva ("Hur ekot dör bort efter åska", 1912).
På svenska föreligger tre dikter tolkade av Alfred Jensen i antologin Bulgarerna (1918).